# Пьемонтская кухня
Пьемонтская кухня — традиционные блюда региона Пьемонт, Италия. Министерство сельскохозяйственной и продовольственной политики в сотрудничестве с регионом Пьемонта признало 341 блюдо «традиционным» для Пьемонтского региона. Пьемонт является пятым регионом Италии по количеству традиционных продуктов после Тосканы, Кампании, Лацио и Эмилия-Романья.

## Закуски
В качестве закуски, в Пьемонте часто подаётся вяленое мясо. Кроме того, в пьемонтской кухне также распространены в качестве закуски овощи и рыба. Среди рыбных закусок распространены солёные анчоусы, а также линь или другие карповые.
Овощи обычно подаются вместе с мясом. Распространены такие закуски, как батсоа (свиная ножка с уксусом и овощами), капонет (рубленая свинина в рулетах из капусты и яйца), мочетта (нежирные куски мяса со специями), татарский бифштекс (сырое говяжье мясо), триппа-ди-монкальери (варёный желудок овцы, козы или свиньи), вителло тоннато (кусочки маринованной телятины с соусом) и другие. Иногда подаётся паприка с соусом банья кауда или сыр томино.
Среди соусов распространён конья (соус на основе виноградного муста) и банья кауда (соус из измельчённого чеснока и анчоусов), баньет верд (соус из петрушки, чеснока, анчоусов), баньет росс (соус из помидоров, чили, моркови).

## Первые блюда
Распространены каши, среди них: панисса, ризотто (каша из риса, фасоли и лука). Они обычно подаются с вином, часто с бароло. Есть также и макаронные продукты: пьемонтские аньолотти (макаронное изделие с тушёным мясом внутри) и тальятелле (разновидность лапши из яйца).

## Вторые блюда
На второе часто подаётся мясо. Например самбуканская баранина, боллито мисто (варёное мясо с пюре и овощами), брасато-аль-бароло (тушёное мясо, готовящееся в вине), каплун, палетта-бьеллесе (свиная лопатка с солью и приправами), тапулон (рубленая ослятина, тушёная с луком и специями в красном вине), фритто-мисто по-пьемонтски (свежее мясо с овощами и приправами). Готовят и других животных: слизней и бурых лягушек.
Распространена также разновидность рагу — сиве. Иногда подаётся фриттата из дикого хмеля или жареный боровик.

## Десерты
Распространено печенье, чаще всего с орехами: амаретто (печенье с миндалем), бачи-ди-дама (печенье с фундуком и шоколадом), брутти-е-буони (печенье из миндаля и лесных орехов), биччолано (молочное печенье), канестрелли (ванильное печенье), финоккини (печенье из семян фенхеля и эссенции аниса), крумири, ноччолини-ди-кивассо (печенье из лесного ореха), пасте-ди-мелига (песочное печенье), тапит, торчетти.
Есть также конфеты, в состав которых также часто включаются орехи: кунесе-аль-рум (конфеты с лесным орехом, каштановым кремом и ликёром), джандуйотто (конфеты из какао и лесных орехов), засахаренные каштаны.
Существуют и другие десерты, например: бонет (бисквит на основе молока, какао и ликёра), фокачча, безе со сливками, панна-котта и другие.

## Сыры и колбасы
Среди колбас, распространённых в Пьемонте: мортаделла-ди-фегато (свиная печень), салями котто (свинина со свиным жиром), салями-ди-патате (отварной картофель со свининой), салями-ди-турджа (коровье мясо и сало и панчетта из свинины), салями-делла-дуя (плечо или бедро свинины), кровяная колбаса, сальсичча-ди-бра (говядина и свиной жир)
В Пьемонте распространены такие сыры, как: аччельо, бра, брусс, горгонзола, макканьо, пальерина, плайсентиф, робьола, салиньон, томино и другие.